# 中国映画
中国映画（ちゅうごくえいが、中国語:中国大陆电影）とは、主に中国大陸の資本と人材により制作された映画のこと。香港映画とは一線を画す。Category:中国映画も参照されたい。

## 概要
中国語の映画は、それぞれ独自に発展した中国映画、香港映画、台湾映画に分類することができる。1949年以降最近まで、中国大陸の映画は中国共産党により幾分の制約を受けながら成長してきたが、特定の政治的な映画は検閲を受けたり、中国国内での上映を禁止されたりした。しかし、これらの多くの映画は、海外では商業的に流通されたり映画祭で上映されている。以来10年近く、映画制作会社は主に外資系であり、中国の映画制作会社は1916年まで本格的に活動していなかった。逆に中国政府は、外国映画を1年に64本まで、うち約半数がアメリカ映画と制限している。中国は映画大国と呼ばれる程、名作が多いと言われている。

## 歴史

### 初期: 上海を中心として
映画は1896年に中国へ持ち込まれた。中国で最初となった映画は、1896年8月11日上海で上映されたバラエティ映画"act"だった（日本よりも3か月早い、「最初の映画上映」であった）。最初の中国の映画作品は、1905年11月に制作された京劇の演目『定軍山』を記録したドキュメンタリー作品であった。
1920年代には、上海でアメリカ合衆国の映画技術者により中国の映画技術者が育成され、これにより今後20年に亘ってアメリカの影響が見受けられる。1927年には中国全土で107の映画館を数えたが、上海にはそのうち26館が集中しており、観客席の数は68000席に達していた。1922年には、その後中国最大の映画会社に成長する明星影片公司が設立されている。1928年から31年までを例にとると、中国国内では約400本の映画が制作されていた。ただし、その過半に当たる250本は、カンフーなどの武芸ものであったといわれ、国産映画よりもハリウッドから輸入されたアメリカ映画のほうが人気が高いという状態が続いていた。
真の意味で重要なものとなる最初の中国映画は、1930年代に入っての『春蚕』（程歩高監督、1933年）、『大いなる路（大路）』（孫瑜監督、1935年）、『女神（神女）』（呉永剛監督、1934年）などに代表される「革新的」あるいは「左翼的」な映画である。この時期は、中国共産党と中国国民党が大手映画スタジオの支配を通じて勢力争いを繰り広げており、その影響は制作された映画の中に見ることができる。1930年以降は、中国映画のはじめの「黄金期」と呼ばれる優秀な（主に左派の）監督たちが活躍した時期である。1930年代初期から中期にかけて、聯華影業公司（en:Lianhua Film Company）と、より歴史が古く大きい明星影片公司の2つの映画会社が市場を支配した。この時期には、蝴蝶、阮玲玉、周璇、金焔などの大物映画俳優を輩出した時期でもある。同時期の映画作品としては、『漁光曲』（1934年）、『十字路（十字街頭）』（1937年）、『街角の天使（馬路天使）』（1937年）などが挙げられる。
聯華影業公司の経営者は羅明佑で、外相など歴任した羅文幹の甥であった。孫瑜（1900～90年。主な作品に「大いなる路」、1950年には「武訓伝」など）、蔡楚生（1906～68年。主な作品に「新女性」、「漁光曲」、「春の河東へ流る」など）をはじめ戦後まで活躍する名監督たちを抱え、一世を風靡した女優阮玲玉（「新女性」主演、1935年3月8日、スキャンダル報道に抗議して自殺）らも連華の所属であった。
日中戦争による日本の中国侵略、特に上海の占領によって、この中国映画の黄金期は終焉を迎えた。新華影業公司を除く映画会社は閉鎖され、多くの映画制作者は上海から国民党が支配していた重慶や香港へと去っていったのである。

### 第二の黄金期: 1940年代後半、国民党の時代
1945年以降、中国の映画産業界は発展を続けた。大手映画会社であった聯華影業公司は、第二次世界大戦後、上海で再度設立され左派監督の拠点となった。その多くは、蔣介石率いる国民党の弾圧的な方針に対する幻滅を示している。『家々の灯（万家灯火）』（1948年）、『カラスと雀（烏鴉与麻雀）』（1949年）、『三毛流浪記』（1949年）、特に重要なものとして『春の河、東へ流る（一江春水向東流）』（1947年）などが、この時期に制作された主な古典的名作として挙げられる。『春の河、東へ流る』は3時間を越える大作で、日中戦争に立ち向かう一般の中国国民の戦いを描いている。上海の文華影業公司は、聯華影業公司と並ぶ左派の映画会社のひとつで、この時代の傑作とされる作品をいくつか制作している。その中でも費穆が監督した『田舎町の春（小城之春）』（1948年）は、中国の映画批評家達によって、中国映画史の中でもっとも影響を与えた作品のひとつと考えられている。
1949年、共産党が支配権を確立すると、政府は映画を重要な大衆向け芸術作品であるとともにプロパガンダとして見なすようになる。1951年、政府はマスメディアの統制を強化するため1949年以前の中国映画、香港映画、アメリカ映画の上映を禁止し、代わりに農民、兵士、労働者が中心となる『橋』（1949年）や『白毛女』（1950年）といった映画の制作を進める。
1949年には4700万人だった映画鑑賞者数は、1959年には4億1500万人へと急激な増加を見せた。同じ年、映画鑑賞者の延べ数は41億7000万人にも達している。1949年の中華人民共和国設立から文化大革命までの17年間、主要作品が603作品、8,342巻ものドキュメンタリー映画、ニュース映画が共産党のプロパガンダとして政府により制作された。この頃の中国の映画制作者はソビエト連邦の映画を学ぶためモスクワへと送られた。
1956年、北京電影学院 が開校した。
中国初のワイドスクリーンによる映画は1960年に制作された。
切り絵や影絵、人形劇、伝統絵画などの民族芸術を取り入れたアニメ映画は子供のエンターテイメント、あるいは教育として非常に人気が高かった。その中でもっとも人気だったのが、ロンドン映画祭で優秀賞を獲得した、中国アニメ界の開祖"万兄弟"の長男万籟鳴 による『大鬧天宮』（2部作、1964年）である。
1956年から1957年、また1960年代初期の検閲の緩和により、中国固有の映画が制作されるようになり、ソビエトからの脱却の動きが見られた。この時代の代表的な映画制作者は、『紅色娘子軍』（1964年）、『舞台の姉妹（舞台姉妹）』（1965年）の謝晋がいる。

### 文化大革命とその余波
文化大革命の時代、映画は厳しく制限された。それ以前のほとんどの映画の上映は禁じられ、特筆すべき、革命京劇のバレエ『紅色娘子軍』（1971年）のようなわずかな新作のみが制作された。劇映画の制作は1967年から1972年の段階でほぼ停滞した。映画製作は1972年以降、四人組の厳格な支配のもとで再開され、彼らが追放される1976年まで続いた。
文化大革命直後の数年間、映画界は大衆の娯楽の中心として復活した。国産映画は多くの観客に供され、外国映画祭のチケットはたちまち売れた。映画界はさらに西側からの思想を取り入れた多くの革新的な映画を作ることで充実した回復を試みた。
1980年代、映画産業は厳しい時代を迎え、他の娯楽形式との競合、スリラー映画や武術映画の多くが社会的に受け入れられないという二つの問題に直面した。1986年1月、映画産業は、文化部（文部省）から改組された国家広電總局電影局によって「より厳密な統制と管理」と「制作管理の強化」のもとで変革された。
文化大革命の終焉はこの時代に受けたトラウマを描く「傷痕ドラマ」の解放をもたらした。『巴山夜雨』（呉永剛、呉貽弓、1980年）と『天雲山伝奇』（謝晋、1980年）は、1981年にともに第1回中国金鶏百花映画祭を受賞した。80年代で最も知られた作品は、謝晋の『芙蓉鎮』（1986年）である。

### 第五世代の台頭
1980年代の半ば、いわゆる第五世代と呼ばれる新世代の監督たちが中国映画を外国に知らしめた。
文革以後、中国映画を製作した最初の世代の映画製作者たちは、ストーリーテリングの伝統的方法を捨て、より自由なアプローチを選択した。その多くは1982年に北京電影学院を卒業している。『一人と八人』（1983年）や『黄色い大地』（1984年）（陳凱歌監督、張芸謀撮影）は、第五世代の登場をはっきりと知らしめた。最も有名な第五世代の監督である陳凱歌や張芸謀は、中国映画の観客によって賞賛されるだけではなく、西洋や日本のアートハウスの観客に賞賛された。二人は『子供たちの王様』（1987年、陳凱歌）、『紅いコーリャン』(1988年、張芸謀）、『菊豆』（1989年、張芸謀）、『紅夢』（1991年、張芸謀）、『さらば、わが愛/覇王別姫』（1993年、陳凱歌）といった名作を作った。田壮壮の映画は、西洋の観客にはそれほど知られていなかったが、マーティン・スコセッシなどの監督たちに注目された。田壮壮の代表作には『盗馬賊』（1986年）、『青い凧』（1993年）などがある。スタイルと主題は非常に多様で、第五世代の監督たちの映画は、ブラック・コメディである黄建新の『黒砲事件』（1985年） から、難解な陳凱歌の『人生は琴の弦のように』（1991年）までの幅を持っていたが、彼らは共産主義時代以前の中国人の映画人によって作られた社会主義リアリズムの伝統を拒絶する点で共通している。
他に注目すべき第五世代の監督たちには、呉子牛、胡玫、そして周暁文がいる。彼らの政治的に微妙な作品は、中国では上映を禁じられた。
第四世代もまた活躍の場に戻った。第五世代の登場後にそう呼ばれるようになった彼らは、1966年以前に専門的な訓練を受けた監督たちで、文化大革命によってキャリアを失速させられていた。特に呉天明は西安電影制片で、主要な第五世代の監督たちに融資するのを助け、『古井戸』（1986年）や『變臉 この櫂に手をそえて』（1996年）のような作品を作り、素晴らしい貢献をした。
第五世代の動きは1989年の天安門事件で事実上終わったが、監督たちは注目すべき作品を制作し続けている。彼らのうち何人かは国外に去った。呉天明はアメリカにとどまり（のちに帰国）、黄建新はオーストラリアに去り、他の多くの者がテレビ関係の仕事に転じた。

### 第六世代とその後
近年、国による検閲の影響もあり、アンダーグラウンドでの映画ムーヴメントが生まれている。これらの映画は短期間に低予算で撮られ、イタリアのネオレアリズモにも似てロング・テイク、手持ちキャメラ、周囲の音を利用するなど、ドキュメンタリータッチで制作されている。多くの映画は、国際投資をともなう合弁事業やプロジェクトである。主な第六世代の監督には王小帥（『冬春的日子』『北京の自転車』）、張元（『北京バスターズ』『東宮西宮』）、賈樟柯（『一瞬の夢』『青の稲妻』『プラットホーム』『世界』）、そして婁燁（『ふたりの人魚』『パープル・バタフライ』）などがある。
第五世代と異なり、第六世代はより個人主義的で反ロマン的な生活反視点をもたらし、特に方向感覚の喪失に冒されている現代の都市生活に注目している。多くの作品は近代の資本主義市場に入ろうとしている中国をネガティブにとらえている。たとえば李楊の『盲井』は、北部中国の鉱山を舞台に、残忍な二人の詐欺師の姿を描いている。賈樟柯の『世界』はテーマパーク世界公園の舞台裏を背景に、グローバリゼーションの空虚さを描いている。
2006年には中国がアメリカ・カルフォルニアの映画製作会社「レジェンダリー・ピクチャーズ」を買収し、さらに世界から注目される映画国となった。

### 新しいドキュメンタリー
改革開放による市場経済への移行によって、中国本土の社会構造は劇的に変化し、それはフィクションである映画にも影響を与えた。呉文光の『最後の夢想家たち（流浪北京）』（1990年）は、中国における新ドキュメンタリー運動（NDM; New Documentary Movement）の最初の作品だと見なされている。もう一つ、国際的に賞賛された作品として、王兵による脱産業化を9時間にもわたる壮大なスケールで描いたドキュメンタリー『鉄西区』（2003年）が挙げられる。NDM初の女性となった李紅は『鳳凰橋を離れて（回到鳳凰橋）』（1997年）で、農村から大都市へと移住してきた4人の若い女性の姿を描いている。

### 国際的な中国映画
1999年、多国籍合作映画『グリーン・デスティニー』は、西洋的な好みに迎合したとして中国の観客に無視されたにもかかわらず、西洋での興行で大成功をおさめ、アカデミー外国語映画賞も受賞した。
2002年の『HERO』は、『グリーン・デスティニー』の国際的成功にともなう2作目の中国映画として制作された。 ジェット・リー、チャン・ツィイー、マギー・チャン、トニー・レオンなど、西洋でも知られた有名な俳優、そして張芸謀監督が起用された。この作品はアジア圏で大きな成功をおさめただけでなく、アメリカでも2週連続興行成績一位となった。
『グリーン・デスティニー』と『HERO』の成功は、中国本土で制作された映画と、国際的に制作されたいわゆる"中国語映画"との境界線が曖昧になっていることを表している。例えば『グリーン・デスティニー』は台湾人監督のアン・リーによって撮られたが、香港、台湾、そして中国の俳優が参加し、資金は海外から集められた。三つの地域（中国、香港、台湾）から人、資金、専門知識が投入され、大予算で組まれた中国語映画が成功をおさめていることを考えると、ハリウッド映画と競争する力をつ付けてきていることを意味するように思われる。更なる例として、『LOVERS』（2004年）、『PROMISE』（2005年）、『女帝 ［エンペラー］』（2006年）などがある。
しかしながら、限られた予算で制作された中国語映画の多くは未だ香港や中国本土、台湾でのみ上映され、国際的な配給手段がない状態である。

#### 武侠映画
2000年前後に、『グリーン・デスティニー』『HERO』という武侠映画が国際的な成功をおさめたが、武侠映画は、非常に様式化された芝居がかったものになる傾向にある。これは、チャイニーズ・オペラや武侠小説が武侠映画へと発展したことによるものであり、登場人物が現実では不可能な行動を、しばしば魔法のようなタッチでおこなう。『Remade in Hollywood: The Global Chinese Presence in Transnational Cinemas』の著者であるノーザン・コロラド大学のKenneth Chanは、「チャイニーズ・オペラ、中国武術、武侠小説、これらすべてが中国映画に流れ込んでいる」「しかし、最近の中国映画は、より現実的な暴力やアクションなど、ハリウッドスタイルの美学を取り入れつつある」と述べている。
ピーター・チャン監督は、4,000万ドルの製作費をかけた『ウォーロード/男たちの誓い』（2007年）について、「ファーストカットを見た中国の配給会社の人たちは、『これは大作映画じゃないのか』と言っていました」「それは、中国では予算が大きいと豪華な映像を連想するからです。中国人は、予算が大きいと豪華な映像を連想するので、予算が少なければよいとはならないのです。また、この映画には、人々が期待しているような贅沢さがないので、中国映画に対する西洋のイメージとは一致しません」と述べており、プロデューサーのアンドレ・モーガンは、「私たちは、中国の映画制作者が、『プライベート・ライアン』や『ブレイブハート』といったハリウッド映画で見られるようなリアルなアクション映画をつくれるということ、空飛ぶ剣士や魔法のアクションをもつ武侠映画だけをつくっているのではないということを示したいのです」と述べている。

## 日本映画界との関係
1951年製作の『白毛女』は、日中国交正常化以前の日本に於いて、日中友好団体などが自主上映を行い、戦後初公開の中国映画として日本の劇場でも上映された。1965年製作『不屈の人びと』は文化大革命勃発寸前に日本で上映され、当時の左傾化した学生の間で革命精神への憧れを喚起した。
日本と中国の間で本格的な映画交流が開始されたのは文革終焉後であった。既に文革中に3回も中国を訪問し中国と接点を持っていた徳間康快は1978年から1991年まで日本映画祭を毎年開催する等、中国への日本映画の紹介に精力的に動いた。その活動の中で中国側から日中合作映画の製作も呼びかけられ、初の日中合作映画として『未完の対局』が製作された。この作品は中国の映画人に映画的な表現について考え直す契機を与えた。文革終焉直後の中国映画のベースとなったのは演劇であり、俳優には大袈裟な表情とアクションを特徴とする演劇の演技が求められていたが、『未完の対局』の日本側の主演三國連太郎の控えめな演技とは対照的に、中国側の主演ベテラン俳優の孫道臨の演技は芝居がかった不自然なものとして受け止められた。その一方で、それまで無名だった若手俳優沈冠初に対し監督の佐藤純彌は敢えて控えめな演技を求め、それが中国側の映画関係者には演技力が欠けているように見えていたが、スクリーン上では誠実で気取らない中国青年というキャラクターが自然に表現されていた。中国の映画人は日本との合作映画という経験を通して、演劇にもとづいた演技が映画メディアに必ずしも適するものではないことを痛感し、以後無表情の顔や曖昧さを持った演技といった映画的な演技が中国映画に定着するようになった。
徳間康快は中国への日本映画の紹介だけでなく日本での中国映画の上映にも力を入れていた。1977年に日本で第一回中国映画祭を開催し、その後1977年から1997年まで計20回、毎年中国映画祭を開催した。第五世代監督の作品のなかで、陳凱歌監督『黄色い大地』（1984年）はいち早く日本で紹介され、吉村公三郎、大島渚、増村保造ら日本の映画監督からも絶賛された。これが皮切りとなり、謝晋監督『芙蓉鎮』(1986年）、呉天明監督『古井戸』(1987年）、張芸謀監督『紅いコーリャン』(1987年）、呉子牛監督『晩鐘』(1988年）などが立て続けに上映され、日本でも何らかの映画賞を受賞する等高く評価された。こうして日本では陳凱歌、張芸謀ら第五世代の巨匠の作品を中心に映画人や映画ファンの間で中国映画ブームが起きたが、徳間康快による中国映画祭が終了した1990年代後半以降になると下火になった感は否めない。